# Olof Hagberg
Olof Hagberg, även kallad Olle på Ôdden, född 27 januari 1873 i Brunskogs församling, Värmlands län, död 13 december 1955 i Brunskogs östra kyrkobokföringsdistrikt, Värmlands län, var en svensk folkmusiker. Hagberg deltog i Riksspelmansstämman på Skansen 1939.